# Carles Bivià
Joan Carles Bivià Muñoz (Alginet, Valencia,  23 de junio de 1985) es un jugador español de baloncesto profesional que milita actualmente en el CB Almansa . Con una altura de 1,89 metros, su posición natural en la cancha es la de Escolta.

## Biografía
Se formó como jugador en distintos clubes de la Comunidad Valenciana como el CB Alginet, el Valencia BC o el Club Bàsquet Llíria. En la temporada 2007/08 ficha por el CB Inca de LEB Oro, desarrollándose a partir de ahí toda su carrera en distintos clubes de las Islas Baleares.
En la temporada 2011/12 se produce su explosión como jugador del Logitravel Mallorca de LEB Oro, finalizando la liga regular como mejor pasador de la competición y siendo nombrado en dos ocasiones como MVP de la semana.
En julio de 2020, se confirma su fichaje por el  CB Almansa de la Liga LEB Oro para disputar la temporada 2020-21.

## Trayectoria deportiva
- 2004/05. EBA. Amics del Bàsquet Castelló
- 2001/02. Junior. CB Alginet
- 2002/03. Junior. Valencia B.C.
- 2003/04. EBA. CB Jovens Almassera
- 2004/05. LEB 2. Amics del Bàsquet Castelló
- 2005/07. EBA. Valencia B.C.
- 2006/07. LEB 2. Club Bàsquet Llíria
- 2007/08. LEB Oro. Club Bàsquet Inca
- 2008/10. LEB Oro. Bàsquet Mallorca
- 2010/11. LEB Plata. Iberostar Mallorca Bàsquet
- 2011/12. LEB Oro. Logitravel Mallorca Bàsquet
- 2012/13. ACB. CB Canarias
- 2013/14. ACB. Iberostar Tenerife
- 2014.    ACB. Bàsquet Manresa
- 2014/15. ACB. Bàsquet Club Andorra
- 2015.   LPBV. Toros de Aragua
- 2015/16.  Basketligaen. Bakken Bears
- 2016/20   LEB Oro. B the travel brand Mallorca Palma
- 2020/    LEB Oro. CB Almansa